# Мерна (Небраска)
Мерна (англ. Merna) — селище (англ. village) в США, в окрузі Кастер штату Небраска. Населення — 343 особи (2020).

## Географія
Мерна розташована за координатами 41°29′7″ пн. ш. 99°45′40″ зх. д. / 41.48528° пн. ш. 99.76111° зх. д. (41.485159, -99.761063).  За даними Бюро перепису населення США в 2010 році селище мало площу 1,39 км², уся площа — суходіл.

## Демографія
Згідно з переписом 2010 року, у селищі мешкали 363 особи в 151 домогосподарстві у складі 110 родин. Густота населення становила 262 особи/км².  Було 174 помешкання (125/км²).
Расовий склад населення:
| - 98,6 % — білих |

До двох чи більше рас належало 1,1 %. Частка іспаномовних становила 1,4 % від усіх жителів.
За віковим діапазоном населення розподілялося таким чином: 27,5 % — особи молодші 18 років, 59,0 % — особи у віці 18—64 років, 13,5 % — особи у віці 65 років та старші. Медіана віку мешканця становила 40,2 року. На 100 осіб жіночої статі у селищі припадало 94,1 чоловіків;  на 100 жінок у віці від 18 років та старших — 89,2 чоловіків також старших 18 років.
Середній дохід на одне домашнє господарство  становив 51 636 доларів США (медіана — 48 571), а середній дохід на одну сім'ю — 59 267 доларів (медіана — 52 500). Медіана доходів становила 49 583 долари для чоловіків та 27 292 долари для жінок. За межею бідності перебувало 9,8 % осіб, у тому числі 4,8 % дітей у віці до 18 років та 2,9 % осіб у віці 65 років та старших.
Цивільне працевлаштоване населення становило 187 осіб. Основні галузі зайнятості: роздрібна торгівля — 20,9 %, освіта, охорона здоров'я та соціальна допомога — 18,7 %, виробництво — 12,8 %, сільське господарство, лісництво, риболовля — 11,2 %.